# Кубок Уельсу з футболу 1998—1999
Кубок Уельсу з футболу 1998–1999 — 112-й розіграш кубкового футбольного турніру в Уельсі. Титул вперше здобув клуб Інтер (Кардіфф).

## Календар
| Раунд        | Дата                                                   | Матчі | Клуби   |
| ------------ | ------------------------------------------------------ | ----- | ------- |
| Перший раунд | 19 вересня 1998                                        | 32+1  | 90 → 58 |
| Другий раунд | 17 жовтня 1998, 21 жовтня 1998 (перегравання)          | 26+3  | 58 → 32 |
| 1/16 фіналу  | 21 листопада 1998, 24-25 листопада 1998 (перегравання) | 16+5  | 32 → 16 |
| 1/8 фіналу   | 13 лютого 1999, 17 лютого 1999 (перегравання)          | 8+1   | 16 → 8  |
| 1/4 фіналу   | 13 березня 1999, 16-17 березня 1999 (перегравання)     | 4+2   | 8 → 4   |
| 1/2 фіналу   | 17 квітня 1999                                         | 2     | 4 → 2   |
| Фінал        | 9 травня 1999                                          | 1     | 2 → 1   |

## 1/16 фіналу
| Команда 1             | Рахунок | Команда 2             |
| --------------------- | ------- | --------------------- |
| 21 листопада 1998     |         |                       |
| Баррі Таун            | 2:0     | Гейверфордвест Каунті |
| Брітіш Аероспейс      | 2:2     | БП Лландарсі          |
| Кайрсус               | 3:4     | Кумбран Таун          |
| Кармартен Таун        | 2:2     | Чепстоу Таун          |
| Коннас-Кі Номадс      | 2:2     | Ньютаун               |
| Кевн Друїдс           | 1:5     | Карнарвон Таун        |
| Голігед Готспурс      | 1:3     | Конві Юнайтед         |
| Інтер (Кардіфф)       | 1:0     | Голівел Таун          |
| Лланеллі              | 2:1     | Тредегар Таун         |
| Пенринкоч             | 2:4     | Колвін Бей            |
| Порт Тівін Субурбс    | 1:1     | Порт-Толбот Атлетік   |
| Реєдер Таун           | 3:0     | Бангор Сіті           |
| Ріл                   | 2:2     | Флінт Таун Юнайтед    |
| Тотал Нетворк Солюшнс | 2:0     | Аван Лідо             |
| Треовен Старс         | 1:2     | Понтардав Атлетік     |
| Амманфорд Таун        | +:-     | Еббу Вейл             |

Перегравання
| Команда 1           | Рахунок      | Команда 2          |
| ------------------- | ------------ | ------------------ |
| 24 листопада 1998   |              |                    |
| Ньютаун             | 0:1          | Коннас-Кі Номадс   |
| Порт-Толбот Атлетік | 1:0          | Порт Тівін Субурбс |
| 25 листопада 1998   |              |                    |
| БП Лландарсі        | 3:2          | Брітіш Аероспейс   |
| Кармартен Таун      | 2:5          | Чепстоу Таун       |
| Флінт Таун Юнайтед  | 1:1 пен. 5:4 | Ріл                |

## 1/8 фіналу
| Команда 1             | Рахунок | Команда 2          |
| --------------------- | ------- | ------------------ |
| 13 лютого 1999        |         |                    |
| Амманфорд Таун        | 1:0     | Колвін Бей         |
| Баррі Таун            | 0:1     | Коннас-Кі Номадс   |
| Кармартен Таун        | 2:0     | Карнарвон Таун     |
| Конві Юнайтед         | 7:0     | БП Лландарсі       |
| Інтер (Кардіфф)       | 1:1     | Понтардав Атлетік  |
| Лланеллі              | 1:2     | Кумбран Таун       |
| Порт-Толбот Атлетік   | 2:0     | Флінт Таун Юнайтед |
| Тотал Нетворк Солюшнс | 2:1     | Реєдер Таун        |

Перегравання
| Команда 1         | Рахунок | Команда 2       |
| ----------------- | ------- | --------------- |
| 17 лютого 1999    |         |                 |
| Понтардав Атлетік | 0:3     | Інтер (Кардіфф) |

## 1/4 фіналу
| Команда 1             | Рахунок | Команда 2           |
| --------------------- | ------- | ------------------- |
| 13 березня 1999       |         |                     |
| Амманфорд Таун        | 0:0     | Конві Юнайтед       |
| Кармартен Таун        | 1:0     | Порт-Толбот Атлетік |
| Коннас-Кі Номадс      | 1:1     | Інтер (Кардіфф)     |
| Тотал Нетворк Солюшнс | 1:2     | Кумбран Таун        |

Перегравання
| Команда 1       | Рахунок | Команда 2        |
| --------------- | ------- | ---------------- |
| 16 березня 1999 |         |                  |
| Інтер (Кардіфф) | 3:1     | Коннас-Кі Номадс |
| 16 березня 1999 |         |                  |
| Конві Юнайтед   | 1:0     | Амманфорд Таун   |

## 1/2 фіналу
| Команда 1       | Рахунок | Команда 2      |
| --------------- | ------- | -------------- |
| 17 квітня 1999  |         |                |
| Конві Юнайтед   | 0:1     | Кармартен Таун |
| Інтер (Кардіфф) | 4:3     | Кумбран Таун   |

## Фінал
| 9 травня 1999 |

| Інтер (Кардіфф) | 1:1 дч пен. 4:2 | Кармартен Таун |
| --------------- | --------------- | -------------- |
| Порретта 116'   |                 | Мередіт 114'   |

| «Пенідаррен Парк», Мертір-Тідвіл |